# Silistra
Silistra (bułg. Силистра) – miasto w północno-wschodniej Bułgarii (Dobrudża), stolica obwodu Silistra i gminy Silistra, port nad Dunajem.
Około 49,2 tys. mieszkańców; ośrodek regionu uprawy zbóż, bawełny, drzew owocowych, warzyw; przemysł spożywczy; rybołówstwo; grobowiec rzymski z IV wieku.

## Historia
W I wieku rzymski obóz wojskowy Durostorum, któremu Marek Aureliusz nadał prawa municypalne; następnie twierdza bizantyjska (Dobrostolon); około 681 zdobyta przez Bułgarów (Drysta); od 865 siedziba biskupstwa, a w X wieku przejściowo—patriarchatu bułgarskiego; 968 zdobyta przez księcia kijowskiego Światosława I; po 3-miesięcznym oblężeniu opanowana przez Bizancjum 971; 1185 weszła w skład bułgarskiego państwa Asenidów; 1388 zajęta przez Turków; od 1878 należała do Bułgarii, 1913 wraz z południową Dobrudżą zagarnięta przez Rumunię, 1940 powróciła do Bułgarii.

## Ludzie związani z Silistrą

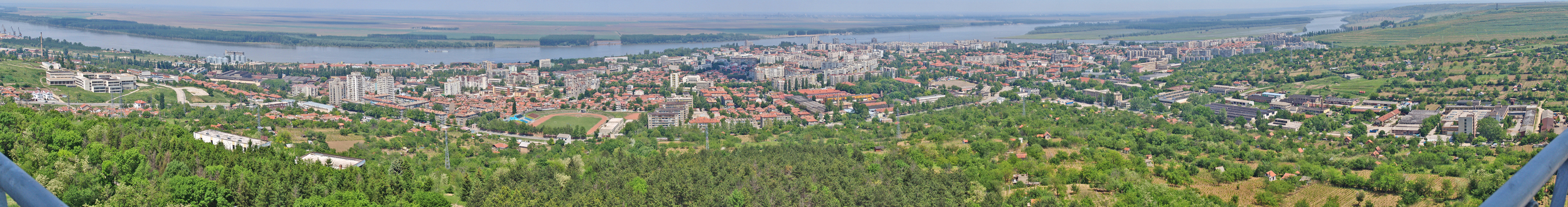
Panorama miasta

## Miasta partnerskie
- Wełes, Macedonia Północna
- Dunaújváros, Węgry
- Drezno, Niemcy
- Kattering, Wielka Brytania
- Kikinda, Serbia
- Călărași, Rumunia
- Leskovac, Serbia
- Lida, Białoruś
- Lüleburgaz, Turcja
- Rżew, Rosja
- Slobozia, Rumunia
- Chmielnicki, Ukraina
- Ciechanów, Polska